# إيلينا باباريزو
هيلينا باباريزو أو إيليني (باليونانية: Έλενα Παπαρίζου)‏ هي مغنية وكاتبة أغاني وإعلامية يونانية سويدية ولدت في يوم 31 يناير 1982 في بلدة بورياس في فاسترغوتلاند في السويد أما أصلها فهو من كارذيتسا في اليونان وتعتبر من أشهر مغنيات يورودانس وهي تغني باللغات باليونانية واللغة سويدية واللغة إنجليزية.
كانت إيلينا بدأت حياتها الفنية في الثنائي السويدي أنتيك مع المغني نيكوس بانايوتيدس (Nikos Panagiotidis) حيث مثلا اليونان في مهرجان الأغنية الأوروبية عام 2001 بأغنية "Die for You" وحلوا في المرتبة الثالثة.
أما عام 2005، مثلت إيلينا باباريزو اليونان بالانفراد مع أغنية «ماي نمبر وان» ("My Number One") وفازت بلقب مهرجان الأغنية الأوروبية.

## روابط خارجية
- إيلينا باباريزو على موقع IMDb (الإنجليزية)
- إيلينا باباريزو على موقع ميوزك برينز (الإنجليزية)
- إيلينا باباريزو على موقع أول ميوزيك (الإنجليزية)
- إيلينا باباريزو على موقع أول ميوزيك (الإنجليزية)
- إيلينا باباريزو على موقع ديسكوغز (الإنجليزية)
- إيلينا باباريزو على موقع قاعدة بيانات الفيلم (الإنجليزية)
- إيلينا باباريزو على موقع كينوبويسك (الروسية)